# Rudolf Busse

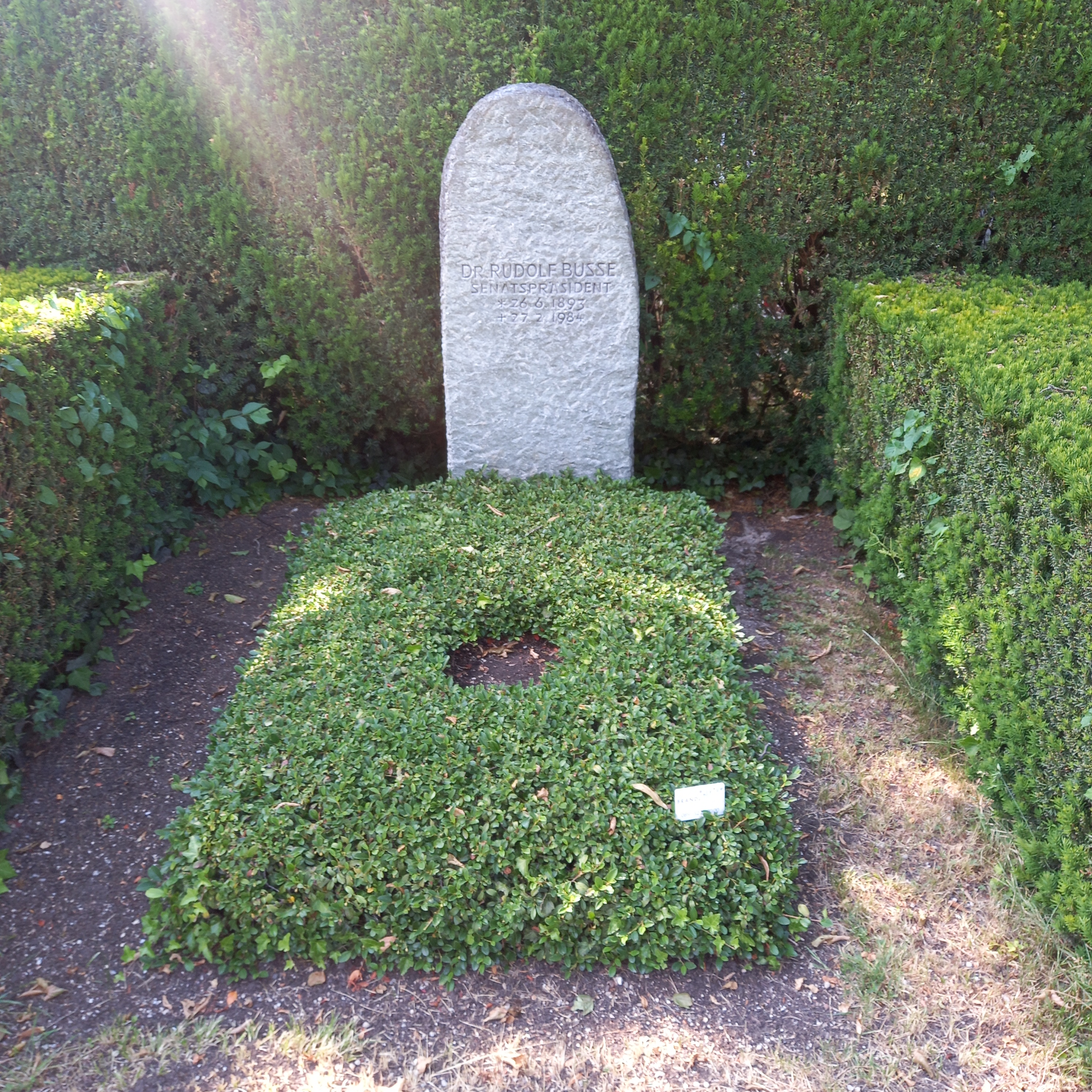
Das Grab von Rudolf Busse auf dem Nordfriedhof (München)

Rudolf Busse (* 26. Juni 1893 in Berlin; † 27. Februar 1984 in München) war ein deutscher Jurist und Herausgeber sowie Senatspräsident am Deutschen Patentamt.

## Leben
Busses Vater war der Althistoriker und Gymnasialprofessor Geheimrat Rudolf Busse d. Ä. Nach dem Besuch des Wilhelms-Gymnasiums in Berlin studierte Rudolf Busse Rechtswissenschaften in Berlin und Marburg. 1921 wurde er in Marburg bei Johann Viktor Bredt promoviert. 1922 wurde Busse Referent im Reichswirtschaftsministerium, 1924 wechselte er in das Reichspatentamt. Hier stieg er bis 1932 zum Oberregierungsrat auf und blieb auch nach 1933 auf seinem Posten. 1935 wurde er zum Senatsrat befördert. Seit 1934 war Busse Mitglied im NS-Rechtswahrerbund, am 11. August 1937 beantragte er die Aufnahme in die NSDAP und wurde rückwirkend zum 1. Mai desselben Jahres aufgenommen (Mitgliedsnummer 5.973.641). Busses schon vor 1933 formulierter Entwurf eines Patentgesetzes wurde 1936 Teil des neu formulierten Patentgesetzes.
Nach 1945 wurde Busse zunächst entlassen, 1948 ging er in die britische Zone nach Hilchenbach, wo er entnazifiziert wurde. Anschließend wechselte er nach Darmstadt in die amerikanische Zone, wo er Leiter der Rechtsabteilung der dortigen Industrie- und Handelskammer wurde. Parallel dazu hielt er Vorlesungen an der Universität Heidelberg. Nachdem München – und nicht wie zuvor vorgesehen Darmstadt – Sitz des Deutschen Patentamts wurde, wechselte Busse nach München. 1952 wurde er Senatspräsident am Deutschen Patentamt. 1958 trat er in den Ruhestand.
Busses Kommentar zum Patentgesetz wird bis in die Gegenwart weitergeführt. Sein Kommentar zum Warenzeichengesetz erfuhr noch 1990 eine Neuauflage (6. Auflage, Bearbeiter: Joachim Starck).

## Veröffentlichungen (Auswahl)
- Der Enteignungsgrund für Eisenbahnbau und das öffentliche Interesse. Sayffaerth, Berlin-Schöneberg 1921 (Marburg, Univ., Diss., 1921).
- Das Gesetz zum Schutze der Warenbezeichnungen vom 12. Mai 1894 in der Fassung vom 7. Dezember 1923 nebst Pariser Unionsvertrag und Madrider Abkommen. Stilke, Berlin 1925 (Stilkes Rechtsbibliothek; 40).
- Luftrecht: einschließlich Luftverkehrsgesetz und Pariser Luftverkehrsabkommen. de Gruyter, Berlin 1928 (Sammlung Guttentag; 170).
- Patentgesetz vom 5. Mai 1936 und Gebrauchsmustergesetz vom 5. Mai 1936. Stilke, Berlin 1937 (Stilkes Rechtsbibliothek; 155), zuletzt 9. Aufl. 2021 als Busse/Keukenschrijver, Patentgesetz, de Gruyter, Berlin, ISBN 978-3-11-054461-9